# Convención Bautista de Nicaragua
La Convención Bautista de Nicaragua es una asociación cristiana evangélica de iglesias bautistas que tiene su sede en Managua, Nicaragua. Ella está afiliada a la Unión Bautista Latinoamericana y a la Alianza Bautista Mundial.

## Historia
La Convención tiene sus orígenes en una misión americana de los Ministerios Internacionales en 1917. Se funda en 1937. Según un censo de la asociación, en 2023 dijo que tenía 289 iglesias y 85,000 miembros.

## Escuelas
En 1941, fundó el Seminario Teológico Bautista de Nicaragua en Masaya, el cual se trasladó a Managua en 1951.

## Servicios de Salud
Es socio del Hospital Bautista de Managua, fundado en 1930. 